# Mátrai Lajos
Mátrai Lajos, született Muderlak Lajos (Budapest, 1875. december 14. – Budapest, 1965. október 10.) magyar szobrász és éremművész. Mátrai Lajos György (1850–1906) szobrász fia. Mátrai Vilmos festőművész testvére.
Az Iparművészeti Iskola növendéke, majd tanára volt. Először 1896-ban állított ki a Műcsarnokban. Több pályázaton nyert díjat. Többnyire domborműveket, plaketteket készített.

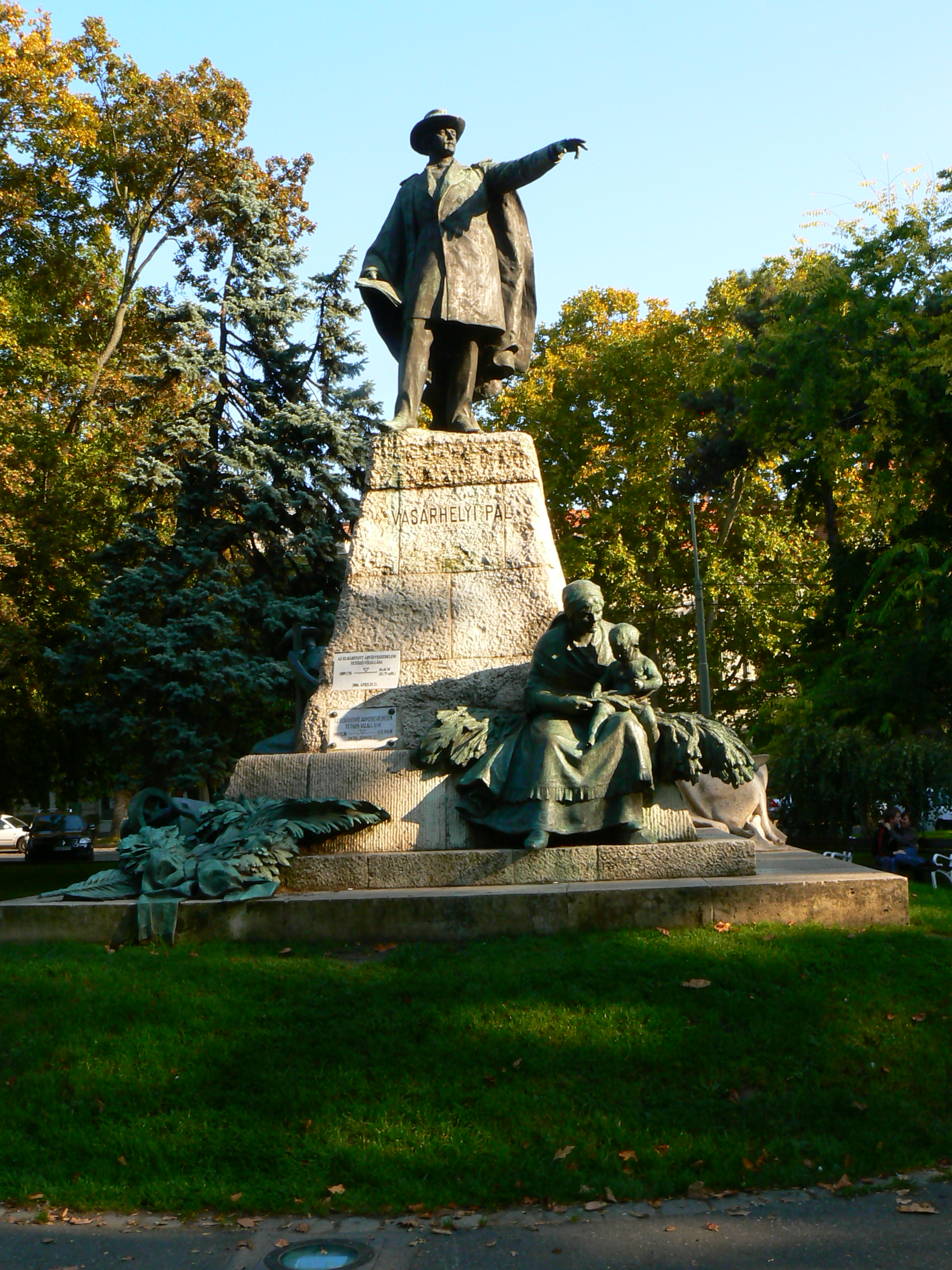
Vásárhelyi Pál szobra Szegeden (ifj. Mátrai Lajos alkotása)

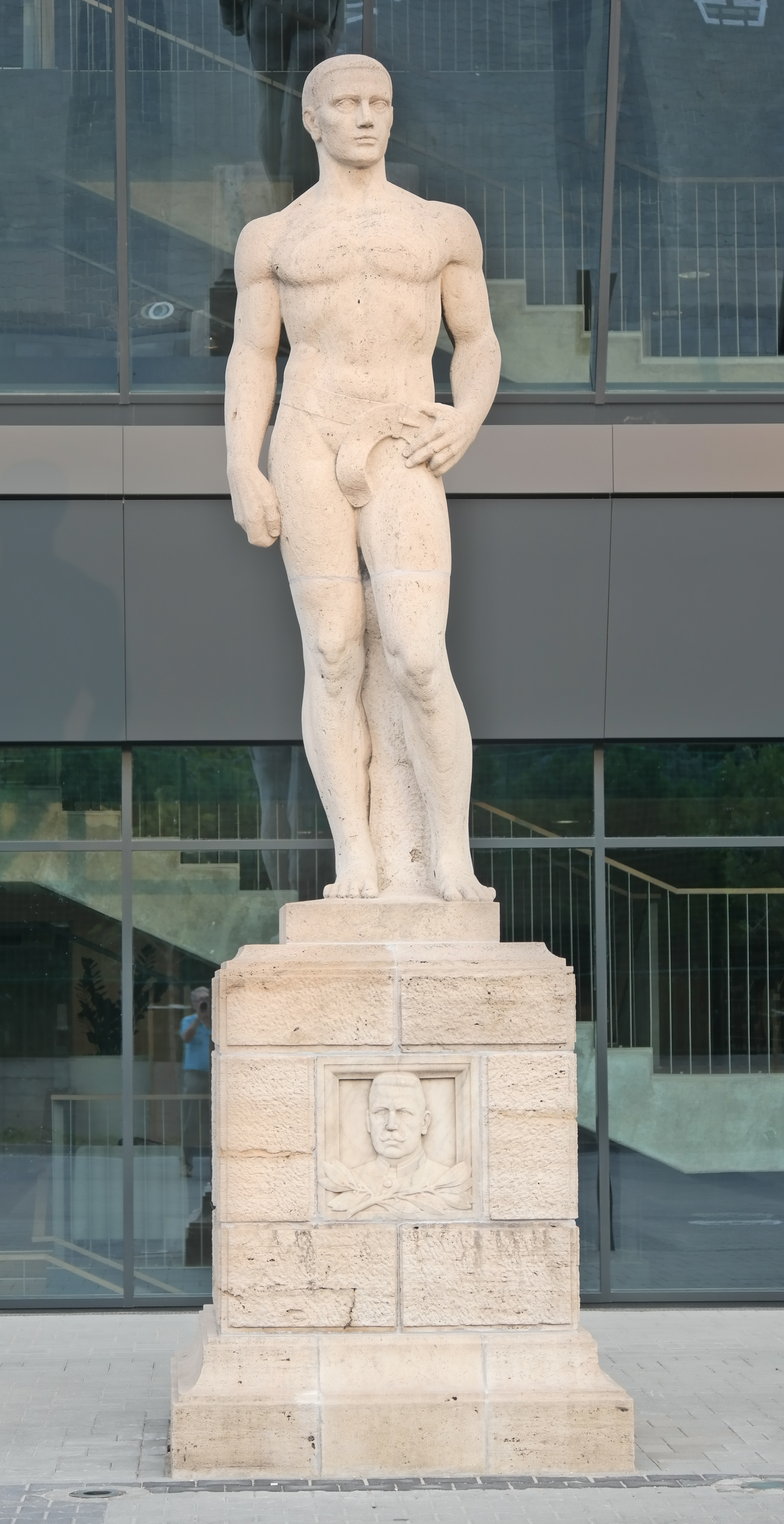
A "Springer-szobor"
(Budapest, Groupama Aréna főbejárat)

## Életpályája
Mátrai (Muderlak) Lajos György szobrász és Kreier Vilma (1859–1942) fia. A középiskola elvégzése után 1895-ben Firenzében Rafaello Cellai műtermében márványfaragást tanult, 1896-ban az Iparművészeti Iskolában díszítő szobrász szakon végzett, majd Párizsban az Académie Julianban folytatta tanulmányait. Ezt követően 1899 tavaszáig az École Nationale et Speciale des Beaux-Arts növendékeként Ernest Barriasnál tanult.
Visszatért Firenzébe Cellai műtermébe, ahol márványból kifaragta Bisinger József (1780-1843) győri üvegesmester, alapítványtevő fehér márvány szobrát, melyet a városháza előcsarnokában 1900. március 19-én helyeztek el. Elkészítette Wlassich báróné márvány portréját, gróf Zichy Aladár és Vaszary Kolos jubileumi emlékérmét.
1900. szeptember 1-jétől az Iparművészeti Iskola esti tanfolyamának előadó tanára lett. Apja utódaként 1908. február 17-étől a díszítő szobrászatot, kő- és fafaragást tanított. 1914 szeptemberében népfelkelő hadnagyként a 30. honvéd gyalogezredben teljesített szolgálatot. 1915. június 18-án főhadnagyként szerb hadifogságba került. Túlélte a visszavonuló szerb hadsereg 58 napos halálmenetét, az albániai Fieriben a többi fogollyal együtt átadták az olasz csapatoknak, akiknek fogságából 1919 szeptemberében szabadult. 1919. októbertől - 1937. június 30-áig – nyugdíjazásáig – az Iparművészeti Iskola díszítő szobrász szakosztály I-II. évfolyamának tanára volt.
A szegedi mérnökök és műépítészek ötlete volt, hogy állítsanak szobrot Vásárhelyi Pálnak. A szoborállítás gondolata 1902-ben vetődött fel. Több város formált jogot a Tiszát megzabolázó mérnök emlékművére. A szűkkörű pályázatot Szécsi Antal nyerte. Már elkészült az agyagmintával, amikor váratlan fordulat történt: 1904. június 15-én Szécsi Antal agyvérzés következtében meghalt. Ő volt Izsó és Fadrusz után a harmadik, aki halála miatt nem tudta befejezni Szegedre szánt szobrát.
A szoborbizottság ifj. Mátrai Lajost bízta meg a munka befejezésével. A 30. évében járó művész, a mérnökzsenit idéző szobrával az egyik leghatásosabb szoborral díszítette Szeged városát. A mellékalakokat Pásztor János mintázta meg.

## Művei

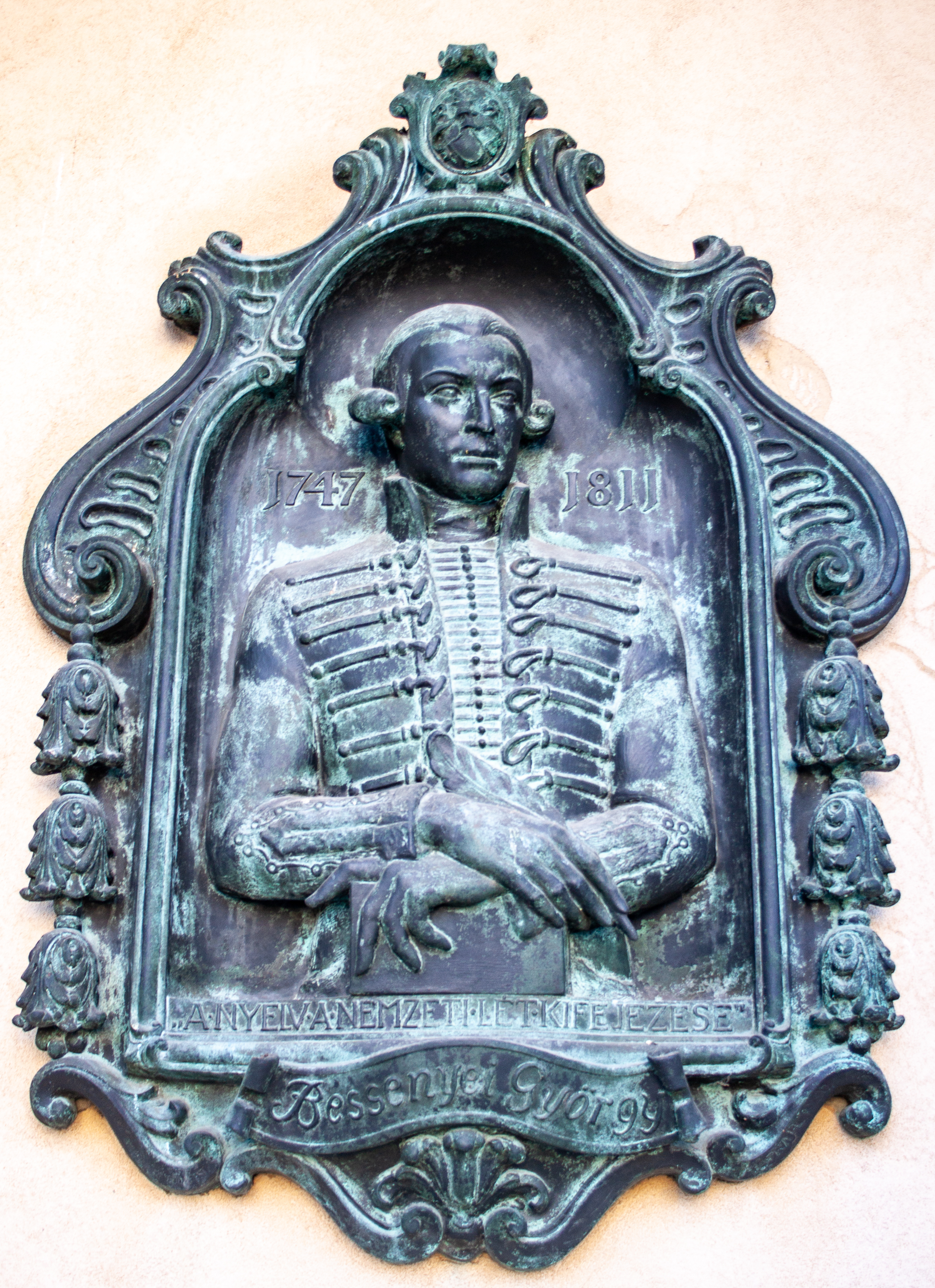
Bessenyei György bronz domborműve a szegedi Dóm téren, 1930

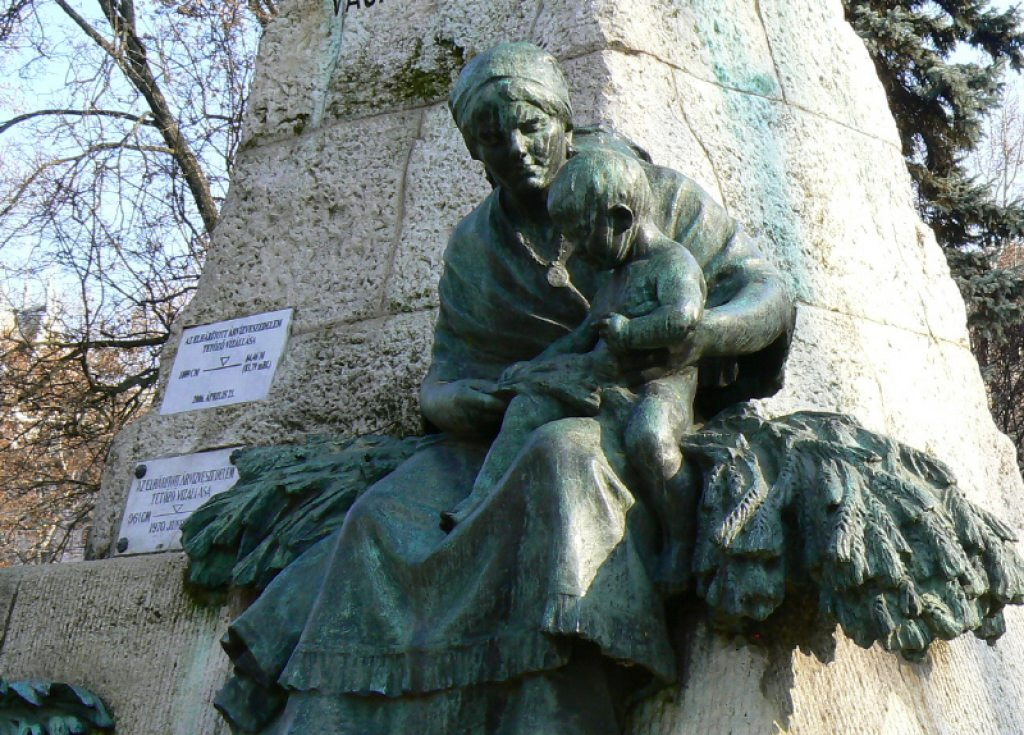
Vásárhelyi Pál szobrának mellékalakjai Pásztor János alkotása

### Köztéri alkotások (válogatás)
- Vásárhelyi Pál mérnök bronzszobra, Szeged, Széchenyi tér 1905
- Ádám és Éva, szoborcsoport, (1911)
- Schweidel József tábornok, aradi vértanú bronzszobra, Zombor
- Boráros téri Hangya székház domborművei, Budapest (tervezte Ohmann Bélával)
- Premontrei rendház, Gödöllő, díszítő munkái (1923)
- Bessenyei György, bronz dombormű, Szeged, Nemzeti Emlékcsarnok, 1930
- Déri Múzeum, Debrecen, díszítő munkái
- Kultúrház, Karcag, díszítő munkái
- Járásbíróság, Magyaróvár, díszítő munkái
- Dorogi bányatemplom főoltárának domborművei, Dorog
- Szent Borbála színezett oltár és mellékalakjai, Dorog
- Dorogi Auguszta-telepi Szűz Mária-szobra
- Gellért-hegyi Magyarok Nagyasszonya-sziklatemplom udvarán álló Szent Pál-szobor

### Emlékérmek (válogatás)
- Zichy Aladár gróf
- Vaszary Kolos

### Síremlékek (válogatás)
- Ráth Károly főpolgármester síremléke, Budapest  A. J. 54.[8]
- Lingel család sírboltjához bronz dombormű, Budapest, Kerepesi temető, Á. B. 14.[9]
- Gottermayer család síremléke, Budapest, Kerepesi temető, Á. B. 50.

## Pályázatok (válogatás)
- 1902 Erzsébet emlékmű szoborpályázat I.
- 1902 Kossuth emlékmű szoborpályázat
- 1903 Erzsébet emlékmű szoborpályázat II.